# Ismael García Moreno
Ismael García Moreno (nascido em 27 de abril de 1975) é um atleta paralímpico espanhol que compete na modalidade basquetebol em cadeira de rodas.
Ismael foi integrante das equipes Sandra Gran Canaria (2009), Las Palmas de Gran Canaria BSR (2011) e BSR Ace Gran Canaria.
Ele fez parte da equipe nacional que conquistou a medalha de bronze no Campeonato Europeu, ao vencer a Suécia. Participou dos Jogos Paralímpicos de Londres 2012.

## Vida pessoal
Ismael é natural de San Cristóbal de La Laguna e atualmente mora em Las Palmas, Espanha.